# Otrok brez otroštva
Otrok brez otroštva je avtobiografski roman, ki ga je napisal slovenski pisatelj Franc Šetinc. Zgodba je postavljena v čas, ko se dogaja druga svetovna vojna. Govori o dečku, ki je bil skupaj s svojo družino izgnan v nemško taborišče. Opisuje življenje, delo, trpljenje dečka, ločitev od staršev do končne vrnitve v domovino. 

## Vsebina
Družina Šetinc je živela v vasi Mihalovec pri Dobovi, v času druge svetovne vojne. Nekega jutra je Franc videl ko je kamion zavil po cesti proti njihove hiše. Zavedal se je, da so sedaj oni na vrsti za izselitev. Odpeljali so jih v zbirno taborišče Rajhenburg, kjer so prevzeli ovalno ploščico s številko. Nato so jih naselili v Striegau, Izseljensko taborišče 122. Franc je bil zaradi raznih vragolij velikokrat lačen, saj so mu vzeli kupone za hrano. Otroci so morali veliko delati, poslali pa so jih tudi na delo h kmetom. Franc je tako postal konjar na Pasjem polju. Kmetu je pomagal pri konjih in tako je dobil veliko za jest. Čez nekaj časa se je moral vrniti v taborišče saj se bo moral z družino preseliti v drugo taborišče. Franc, ki je bil zaposlen v tovarni armatur, ne zapusti taborišča ampak ga ponudijo za delo podjetniku Ottu Opitzu. Na njegovo žalost njegovo družino preselijo v taborišče Grüssav. Tako Franc konec vojne dočaka ločeno od svoje družine. 